# Long Island (Hermitage Bay)
Long Island is een eiland van 96 km² in de Canadese provincie Newfoundland en Labrador. Het eiland ligt op de overgang van de Bay d'Espoir in Hermitage Bay, aan de zuidkust van het eiland Newfoundland. In het uiterste zuidoosten van Long Island bevindt zich het dorp Gaultois.

## Geografie
Long Island (letterlijk "lang eiland") is met een oppervlakte van 96 km² het op een na grootste Canadese eiland voor de zuidkust van Newfoundland, na het in Placentia Bay gelegen Merasheen Island. Het eiland heeft ruwweg de vorm van een driehoek met de zuidkust als langste zijde (18 km).
De zuidelijke zijde van Long Island grenst aan Hermitage Bay, terwijl de noordwestelijke zijde grenst aan de Bay d'Espoir. De noordoostelijke zijde wordt daarentegen slechts door een zeer smalle zeestraat van Newfoundland gescheiden. Deze 13 km lange zeestraat is vrijwel nergens een kilometer breed en is op verschillende plaatsen zelfs minder dan 300 meter breed. Aan de zuidoostelijke hoek van het eiland ligt de gemeente Gaultois, de enige bewoonde plaats op het eiland.

## Demografie
Demografisch gezien kent Long Island, net zoals de meeste outportgemeenschappen in de provincie, reeds decennialang een sterke achteruitgang. De kleine gehuchten Piccaire en Patrick's Harbour werden hervestigd in de jaren 1950 en 1960, zodat enkel Gaultois overbleef. Terwijl die plaats in 1991 nog 516 inwoners telde, bleven er in 2016 slechts 100 over. Dat komt neer op een bevolkingsdaling van 73,6% in 25 jaar tijd.

## Transport
Long Island is bereikbaar via de veerboot die gemiddeld driemaal per dag vanuit de haven van Hermitage naar Gaultois vaart, wat neerkomt op een vaartijd van 20 minuten. Tweemaal per week vertrekt er vanuit Gaultois ook een veerboot naar McCallum, een 25 km westelijker gelegen Newfoundlandse outport.